# Renea gormonti
Renea gormonti es una especie de molusco gasterópodo de la familia Aciculidae en el orden de los Mesogastropoda.

## Distribución geográfica
Es  endémica de Francia.    